# Shorea
Shorea är ett släkte av tvåhjärtbladiga växter. Shorea ingår i familjen Dipterocarpaceae.
Ett av handelsnamben för timmer av Shorea är Meranti.

## Bildgalleri

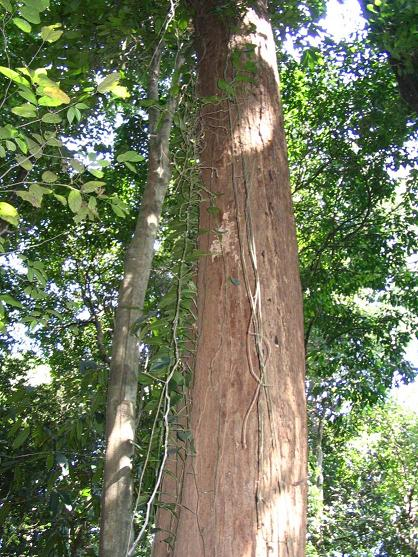
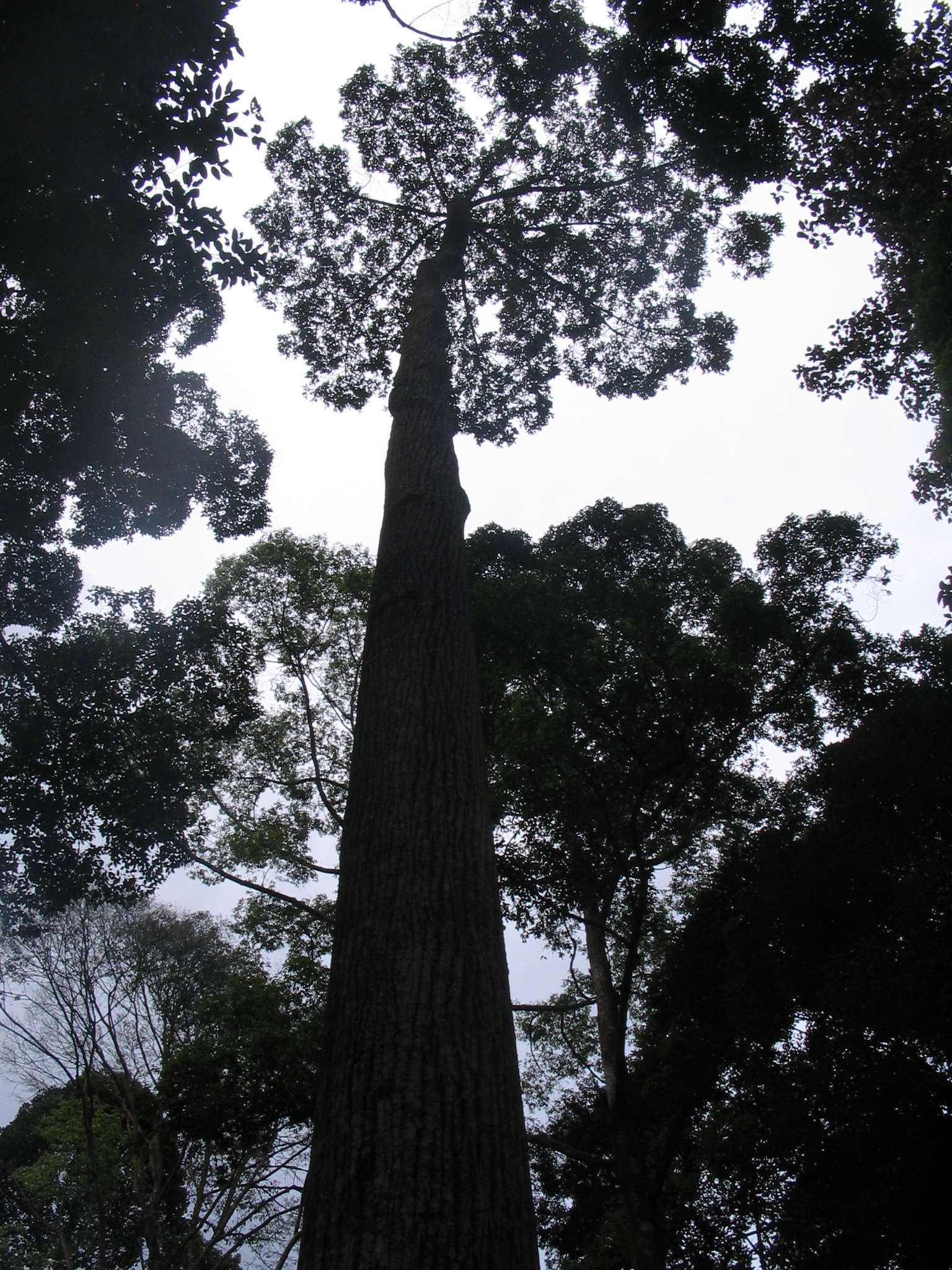
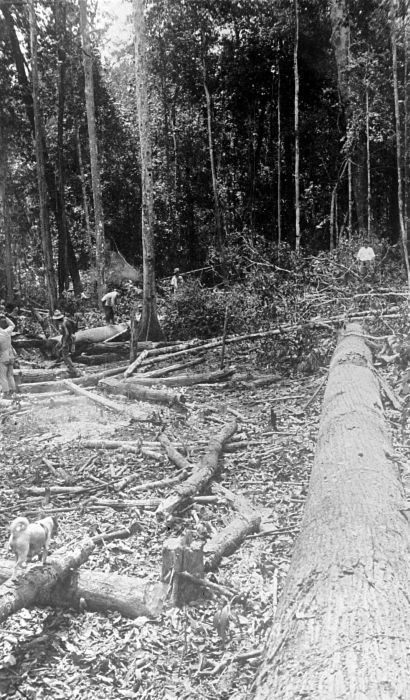
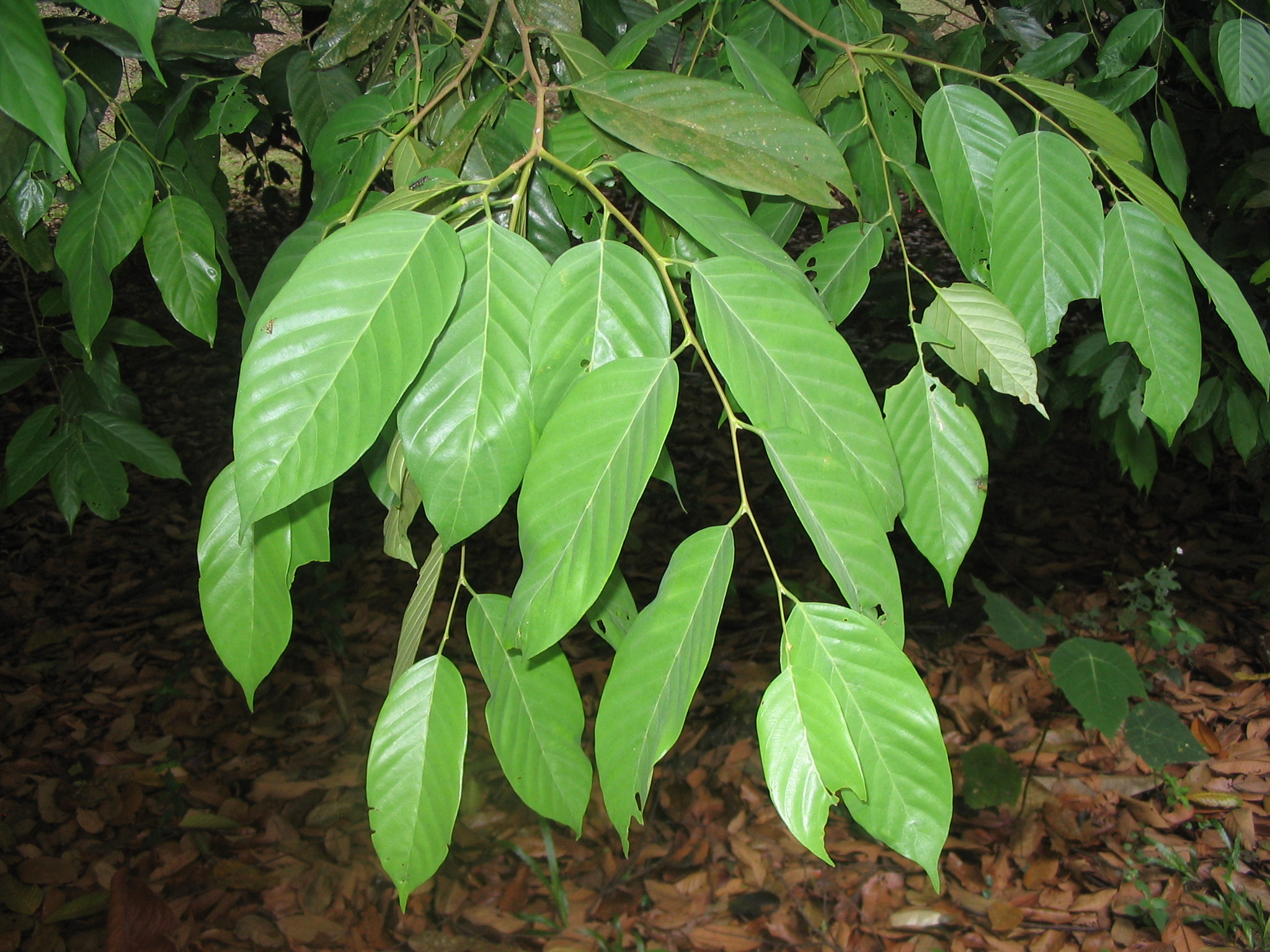
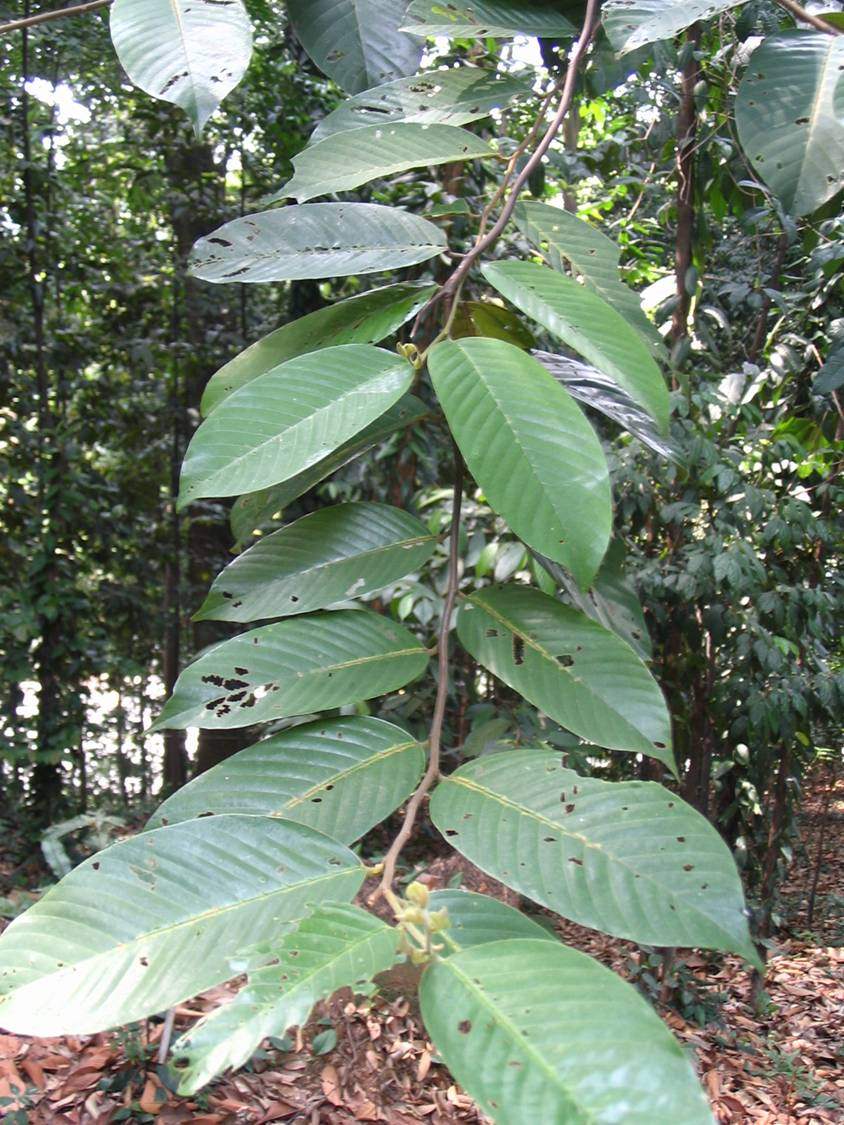
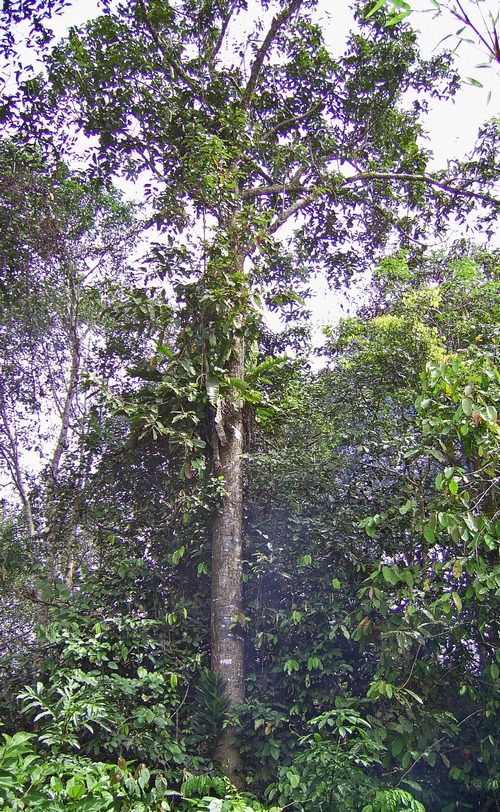

## Dottertaxa tillShorea, i alfabetisk ordning[1]
- Shorea acuminata
- Shorea acuminatissima
- Shorea acuta
- Shorea affinis
- Shorea agamii
- Shorea albida
- Shorea almon
- Shorea altopoensis
- Shorea alutacea
- Shorea amplexicaulis
- Shorea andulensis
- Shorea angustifolia
- Shorea argentea
- Shorea argentifolia
- Shorea asahii
- Shorea assamica
- Shorea astylosa
- Shorea atrinervosa
- Shorea bakoensis
- Shorea balanocarpoides
- Shorea beccariana
- Shorea bentongensis
- Shorea biawak
- Shorea blumutensis
- Shorea bracteolata
- Shorea brunnescens
- Shorea bullata
- Shorea calcicola
- Shorea carapae
- Shorea chaiana
- Shorea ciliata
- Shorea collaris
- Shorea collina
- Shorea confusa
- Shorea congestiflora
- Shorea conica
- Shorea contorta
- Shorea cordata
- Shorea cordifolia
- Shorea coriacea
- Shorea crassa
- Shorea curtisii
- Shorea cuspidata
- Shorea dasyphylla
- Shorea dealbata
- Shorea dispar
- Shorea disticha
- Shorea domatiosa
- Shorea dyeri
- Shorea elliptica
- Shorea exelliptica
- Shorea faguetiana
- Shorea faguetioides
- Shorea falcata
- Shorea falcifera
- Shorea falciferoides
- Shorea fallax
- Shorea farinosa
- Shorea ferruginea
- Shorea flaviflora
- Shorea flemmichii
- Shorea foraminifera
- Shorea foxworthyi
- Shorea furfuracea
- Shorea gardneri
- Shorea geniculata
- Shorea gibbosa
- Shorea glauca
- Shorea gratissima
- Shorea guiso
- Shorea havilandii
- Shorea hemsleyana
- Shorea henryana
- Shorea hopeifolia
- Shorea hulanidda
- Shorea hypochra
- Shorea hypoleuca
- Shorea iliasii
- Shorea inaequilateralis
- Shorea inappendiculata
- Shorea induplicata
- Shorea isoptera
- Shorea javanica
- Shorea johorensis
- Shorea kuantanensis
- Shorea kudatensis
- Shorea kunstleri
- Shorea ladiana
- Shorea laevis
- Shorea lamellata
- Shorea laxa
- Shorea lepidota
- Shorea leprosula
- Shorea leptoderma
- Shorea lissophylla
- Shorea longiflora
- Shorea longisperma
- Shorea lumutensis
- Shorea lunduensis
- Shorea macrantha
- Shorea macrobalanos
- Shorea macrophylla
- Shorea macroptera
- Shorea malibato
- Shorea materialis
- Shorea maxima
- Shorea maxwelliana
- Shorea mecistopteryx
- Shorea megistophylla
- Shorea micans
- Shorea monticola
- Shorea montigena
- Shorea mujongensis
- Shorea multiflora
- Shorea myrionerva
- Shorea negrosensis
- Shorea oblongifolia
- Shorea obovoidea
- Shorea obscura
- Shorea ochracea
- Shorea ochrophloia
- Shorea ovalifolia
- Shorea ovalis
- Shorea ovata
- Shorea pachyphylla
- Shorea palembanica
- Shorea pallescens
- Shorea pallidifolia
- Shorea parvifolia
- Shorea parvistipulata
- Shorea patoiensis
- Shorea pauciflora
- Shorea peltata
- Shorea pilosa
- Shorea pinanga
- Shorea platycarpa
- Shorea platyclados
- Shorea polita
- Shorea polyandra
- Shorea polysperma
- Shorea praestans
- Shorea pubistyla
- Shorea quadrinervis
- Shorea resinosa
- Shorea retinodes
- Shorea retusa
- Shorea revoluta
- Shorea richetia
- Shorea robusta
- Shorea rogersiana
- Shorea rotundifolia
- Shorea roxburghii
- Shorea rubella
- Shorea rubra
- Shorea rugosa
- Shorea sagittata
- Shorea scaberrima
- Shorea scabrida
- Shorea scrobiculata
- Shorea selanica
- Shorea seminis
- Shorea siamensis
- Shorea singkawang
- Shorea slootenii
- Shorea smithiana
- Shorea splendida
- Shorea squamata
- Shorea stenoptera
- Shorea stipularis
- Shorea subcylindrica
- Shorea submontana
- Shorea sumatrana
- Shorea superba
- Shorea symingtonii
- Shorea tenuiramulosa
- Shorea teysmanniana
- Shorea thorelii
- Shorea trapezifolia
- Shorea tumbuggaia
- Shorea uliginosa
- Shorea waltoni
- Shorea wangtianshuea
- Shorea venulosa
- Shorea virescens
- Shorea woodii
- Shorea worthingtoni
- Shorea xanthophylla
- Shorea zeylanica